# Friedrich August Leßke
Friedrich August Leßke (* 1. September 1841 in Burkau; † 19. November 1904 in Gorbitz) war ein deutscher Lehrer, Kantor und Heimatforscher.

## Leben

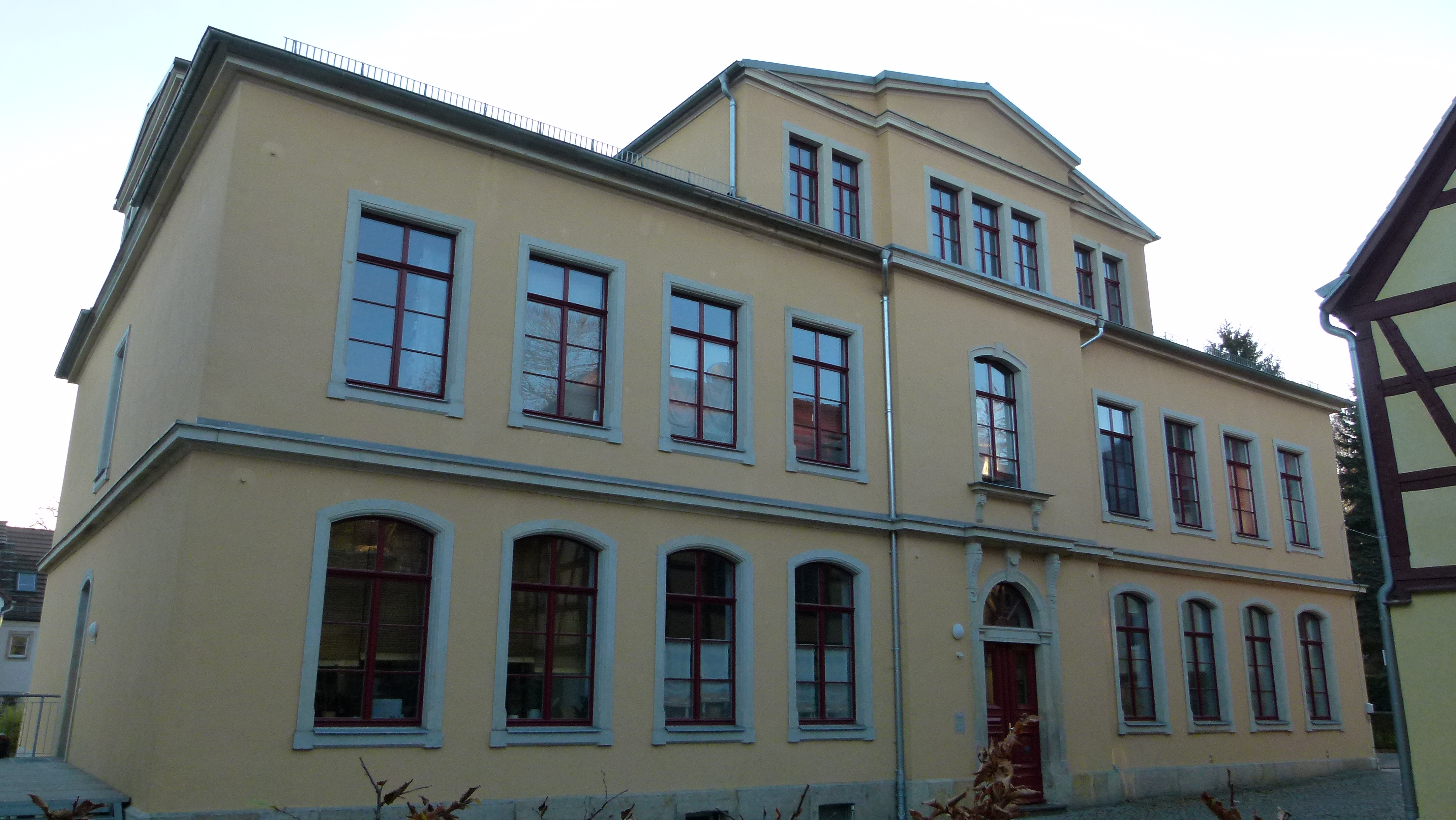
Niedergorbitzer Schule, Wirkungsstätte Leßkes ab 1893

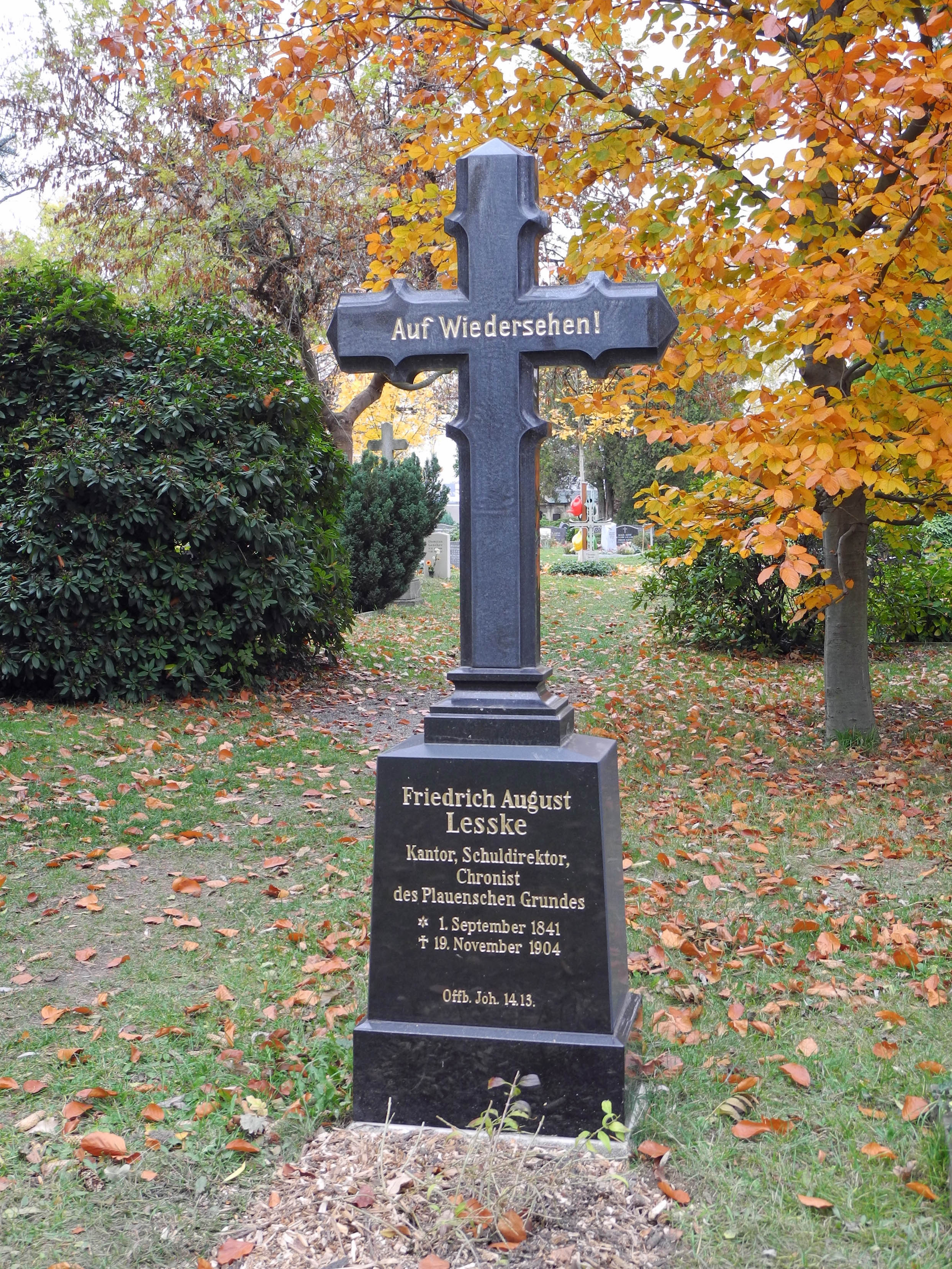
Grab von F. A. Leßke auf dem Alten Annenfriedhof in Dresden

Der Sohn eines Leinewebers aus Burkau absolvierte von 1858 bis 1862 seine Ausbildung am Lehrerseminar in Bautzen. Ab 1862 war er unter anderem in Elstra, Belmsdorf und Oberputzkau als Lehrer tätig. Im Jahr 1870 in die Dresdner Region gekommen, war Leßke von 1876 an Kantor und Glöckner der Christuskirche zu Deuben. Im Jahr 1893 wurde er zum Schuldirektor in Niedergorbitz ernannt, einem heutigen Stadtteil Dresdens. Er übte dieses Amt bis zu seinem Tode 1904 aus. Leßke ist auf dem Alten Annenfriedhof beerdigt.
In den Jahren 1892, 1897 und 1903 erschienen die drei Bände der Beiträge zur Geschichte und Beschreibung des Plauenschen Grundes, die zusammen etwa 2000 Seiten umfassen und noch heute wichtige Werke der Heimatforschung in der Region sind. Darin beschreibt er hauptsächlich Geschichte, Besitz- und Verwaltungsverhältnisse, die Erwerbstätigkeit und Bevölkerungsentwicklung der Dörfer im Plauenschen Grund und dem Döhlener Becken entlang der Weißeritz. Im Jahr 1896 veröffentlichte er die Beiträge zur Geschichte und Beschreibung der Dörfer Ober- und Niedergorbitz, Wölfnitz, Pennrich, Naußlitz und Neunimptsch mit ähnlichen Themen.
Ihm zu Ehren tragen in seinen Wirkungsorten Gorbitz (seit 1921) und Deuben (seit 1946) Straßen seinen Namen. Am Niedergorbitzer Schulgebäude erinnert eine Gedenktafel an Leßke.

## Werke
- Beiträge zur Geschichte und Beschreibung des Plauenschen Grundes, Band 1. Kommissions-Verlag Reuter, Dresden und Leipzig 1892. (Digitalisat)
- Beiträge zur Geschichte und Beschreibung der Dörfer Ober- und Niedergorbitz, Wölfnitz, Pennrich, Naußlitz und Neunimptsch. Selbstverlag, Deuben 1896. (Digitalisat)
- Beiträge zur Geschichte und Beschreibung des Plauenschen Grundes, Band 2. Selbstverlag, Niedergorbitz 1897. (Digitalisat)
- Beiträge zur Geschichte und Beschreibung des Plauenschen Grundes, Band 3. Selbstverlag, Niedergorbitz 1903. (Digitalisat)